# Katase
Katase – wieś w Estonii, w prowincji Virumaa Wschodnia, w gminie Alajõe.